# Emelie Fast
Emelie Linnea Fast, född 20 februari 2004 i Solna, är en svensk simmare. Hon tävlar för Södertörns Simsällskap.

## Karriär
Vid kortbane-SM 2017 i Jönköping tog Fast som 13-åring brons på 50 meter bröstsim. Hon tog även ett brons på 100 meter bröstsim och satte då ett nytt personligt rekord med tiden 1.08,59.
Under första dagen av kortbane-SM 2018 i Stockholm tog Fast silver på 100 meter bröstsim. Vid tävlingens andra dag tog hon brons på 100 meter medley samt guld i juniorklassen i samma gren. Vid tävlingens fjärde dag blev det delad guldmedalj för Fast med Hannah Brunzell på 50 meter bröstsim samt även ett guld i juniorklassen i samma gren.
Fast tävlade som 15-åring i sitt första seniormästerskap vid Europamästerskapen i kortbanesimning 2019 i Glasgow. Redan som 13-åring hade hon dock klarat EM-kvalgränsen, men var då för ung för att tävla. Vid kortbane-SM 2019 i Eskilstuna tog Fast guld på 50 meter bröstsim samt silver på 100 meter bröstsim och 100 meter medley.
Vid Europamästerskapen i simsport 2021 i Budapest tog sig Fast till semifinal på 100 meter bröstsim och i försöksheatet slog hon sitt personliga rekord med tiden 1.06,64, en förbättring med drygt två sekunder. I försöksheatet på 50 meter bröstsim satte Fast ett nytt svenskt juniorrekord med tiden 30,64 och tog sig även här till semifinal. På 200 meter bröstsim blev hon utslagen i försöksheatet men satte nytt personbästa med tiden 2.28,38, en förbättring på över två sekunder.
Emelie Fast var också uttagen till OS i Tokyo på 100 m bröst.